# Edward Lyman Morris
Edward Lyman Morris ( * 1870 - 1913 ) fue un botánico estadounidense, fue director del Departamento de Biología, High Schools, Washington D. C.
Fue editor del Bulletin of the Torrey Botanical Club. Y fue director y curador del Dto. de Ciencias Naturales en el "Brooklyn Museum".
Falleció repentinamente en su domicilio al aspirar accidentalmente, gas de cañería.

## Algunas publicaciones
- 1900. Some plants of West Virginia. Ed. Biological Society of Washington. 12 pp.
- 1901. North American Plantaginaceae
- 1903. Abnormal trilliums. 3 pp.
- 1904. The bush morning-glory.
- 1909. North American Plantaginaceae III. 16 pp.
- 1911. Germination of cat-tail seeds. Ed. Torrey Botanical Club. 4 pp.

## Honores

### Epónimos
- (Orchidaceae) Dichaeopsis morrisii Schltr.[1]
- (Orchidaceae) Epithecia morrisii Schltr.[2]

- La abreviatura «E.Morris» se emplea para indicar a Edward Lyman Morris como autoridad en la descripción y clasificación científica de los vegetales.[3]